# Schistochila macrodonta
Schistochila macrodonta là một loài rêu trong họ Schistochilaceae. Loài này được W.E. Nicholson mô tả khoa học đầu tiên năm 1930.